# Chrysocetus
Chrysocetus es un género extinto de cetáceo arqueoceto, perteneciente a la familia de los basilosaúridos, que vivió durante el Eoceno en Estados Unidos en el estado de Carolina del Sur. Difiere de los otros integrantes de la subfamilia Dorudontinae en la suavidad del esmalte dental, altura de la corona de los premolares y la erupción de los dientes permanentes en el periodo juvenil.